# Jaycie Phelps
Jaycie Lynn Phelps (* 26. September 1979 in Indianapolis) ist eine ehemalige US-amerikanische Kunstturnerin.

## Karriere
Phelps begann im Alter von vier Jahren mit dem Turnsport. 1994 gewann sie mit dem US-Team die Silbermedaille im Mannschaftsmehrkampf bei den Weltmeisterschaften, 1995 folgte Bronze in derselben Disziplin. Bei den US-amerikanischen Meisterschaften belegte sie 1995 den dritten und 1996 den zweiten Platz im Einzelmehrkampf.
Höhepunkt ihrer Karriere war der Gewinn der Goldmedaille im Mannschaftsmehrkampf bei den Olympischen Spielen 1996 in Atlanta. Nach einer gescheiterten Qualifikation für die Olympischen Spiele 2000 beendete sie ihre aktive Laufbahn.
2005 heiratete sie den Turner und Olympiateilnehmer Brett McClure, die Ehe wurde 2008 geschieden. Phelps eröffnete später das Jaycie Phelps Athletic Center in Greenfield und war dort auch als Trainerin tätig.
1998 wurde sie als Mitglied der Olympiamannschaft von 1996 in die US Gymnastics Hall of Fame aufgenommen, 2008 folgte die Aufnahme in die United States Olympic & Paralympic Hall of Fame.